# Dennis Rozrabiaka (film 1987)
Dennis Rozrabiaka (ang. Dennis the Menace: Dinosaur Hunter, 1987) – amerykańska komedia familijna o przygodach sześcioletniego łobuziaka – Dennisa Mitchella, który niejednokrotnie przysporzył kłopotów swojemu sąsiadowi – George’owi Willsonowi. Tym razem jednak dostanie się komu innemu. Dennis znajduje w swoim ogródku kość dinozaura. Henry zaprasza swojego przyjaciela Bowena Skylera III, znanego paleontologa.
W Polsce film wydano z lektorem na VHS w 1994. W kolejnych latach powstał dubbing i można było go oglądać za pośrednictwem telewizji Jetix i Jetix Play.

## Obsada
- Victor DiMattia – Dennis Mitchell
- Jim Jansen – Henry Mitchell
- Patricia Estrin – Alice Mitchell
- Patsy Garrett – Martha Wilson
- William Windom – pan George Wilson
- Jarrett Lennon – Joey
- Kirsten Price – Margaret Wade
- Molly Morgan – Gina
- Zachary Bostrom – Peewee

## Wersja polska
Opracowanie i udźwiękowienie wersji polskiej: na zlecenie Fox Kids – Studio Eurocom

Reżyseria: Andrzej Precigs

Dialogi: Katarzyna Precigs

Dźwięk i montaż: Jacek Kacperek

Kierownictwo produkcji: Marzena Wiśniewska

Udział wzięli:
- Lucyna Malec – Dennis Mitchell
- Mieczysław Morański – Henry Mitchell
- Iwona Rulewicz – Alice Mitchell
- Michał Konarski – Kostek
- Mirosława Krajewska – Martha Wilson
- Paweł Szczesny – George Wilson
- Anna Wiśniewska – Margaret Wade
- Aleksandra Rojewska – Reporterka
- Ryszard Nawrocki – Szef Henry’ego
- Andrzej Precigs
- Leszek Zduń – Reporter